# Сањари (роман)
Сањари (енгл. The Dreamers) су роман британског књижевника Гилберта Адера који је издат 1988. Када је први пут штампан, објављен је под насловом Света невинашца (The Holy Innocents), да би 2003. аутор прерадио текст преименовавши га у Сањари, након што је написао сценарио за истоимену филмску адаптацију Бернарда Бертолучија са Евом Грен, Мајклом Питом и Лујем Гарелом у главним улогама. Радња књиге је смештена у Париз непосредно пре и током студентских демонстрација 1968, и прати Метјуа, младог америчког студента, и његово познанство са страственим љубитељима филма близанцима Изабелом и Теом. Њих троје наредних месец дана проводе добровољно затворени у стану уживајући у сопственим опсесијама и еротским играма. Сањари су великим делом инспирисани романом Дерлад (Les Enfants Terribles) француског књижевника Жана Коктоа из 1929, и истоименом филмском екранизацијом Жана-Пјера Мелвила из 1950.
Роман је превела на српски Мирјана Влаховић-Ђукић. Преводитељка је име писца транскрибовала као Жилбер Адер, као да је у питању писац са француског, а не енглеског говорног подручја.

## Издања на српском
- Жилбер Адер, „Сањари“ (превод са енглеског: Мирјана Влаховић-Ђукић), Народна књига; Политика, Београд, 2004.  116145932